# Berndshausen
Berndshausen ist ein Ortsteil der Gemeinde Knüllwald im nordhessischen Schwalm-Eder-Kreis.

## Geografie
Berndshausen liegt am Nordwestrand des Knüllgebirges, etwa 5 km ostnordöstlich der Kreisstadt Homberg (Efze), auf einem flachen Bergrücken im Quellbereich des Ertzelsbaches. Die Kreisstraße 30 von Homberg nach Beiseförth führt durch den Ort. Nachbarorte sind Sipperhausen im Norden, Oberbeisheim im Südosten, Welferode im Südwesten und Dickershausen im Nordwesten. Die Bundesautobahn 7 führt 1 km östlich am Dorf vorbei; die nächste Auffahrt ist etwa 5 km weiter nördlich südlich bei dem Malsfelder Ortsteil Ostheim.

## Geschichte
Die älteste bekannte schriftliche Erwähnung von Berndshausen erfolgte unter dem Namen Bernishusin im Jahr 1248. Das Dorf war landgräflich-hessischer Besitz, der von den Landgrafen als Lehen ab 1303 an ihre Lehnsleute, die Herren von Riedesel, vergeben wurde. Diese Belehnung, erstmals im Jahre 1303 von Landgraf Heinrich I. getätigt, schloss spätestens ab 1376 die Niedere Gerichtsbarkeit ein und wurde bis 1822 immer wieder erneuert. Auch als die Riedesel das Dorf 1488 an einen Homberger Bürger verkauften, blieb die Gerichtsbarkeit als landgräfliches Lehen in ihrer Hand; sie wurde ab 1735 von Riedesel’schen Gericht in Ersrode ausgeübt. Zehnteinkünfte aus Berndshausen standen im Laufe der Geschichte verschiedenen Lehnsinhabern zu, unter ihnen vor allem den Herren von Löwenstein.
Im Zug der Gebietsreform in Hessen wurde die bis dahin selbständige Gemeinde Berndshausen zum 1. Januar 1974 kraft Landesgesetz ein Ortsteil der Gemeinde Knüllwald. Für den Ortsteil wurde ein Ortsbezirk gebildet. Für die nach Knüllwald eingegliederten, ehemals eigenständigen Gemeinden wurde je ein Ortsbezirk mit Ortsbeirat und Ortsvorsteher nach der Hessischen Gemeindeordnung gebildet.

## Bevölkerung
Einwohnerstruktur 2011
Nach den Erhebungen des Zensus 2011 lebten am Stichtag, dem 9. Mai 2011, in Berndshausen 201 Einwohner. Darunter waren 3 (1,5 %) Ausländer. Nach dem Lebensalter waren 30 Einwohner unter 18 Jahren, 90 zwischen 18 und 49, 48 zwischen 50 und 64 und 33 Einwohner waren älter. Die Einwohner lebten in 87 Haushalten. Davon waren 18 Singlehaushalte, 27 Paare ohne Kinder und 33 Paare mit Kindern, sowie 9 Alleinerziehende und keine Wohngemeinschaften. In 15 Haushalten lebten ausschließlich Senioren und in 60 Haushaltungen lebten keine Senioren.
Einwohnerentwicklung
Die Einwohnerzahl des kleinen Orts hat sich seit der Mitte des 18. Jahrhunderts kaum wesentlich verändert, mit Ausnahme des zeitweiligen Anstiegs durch Ausgebombte und Heimatvertriebene nach dem Zweiten Weltkrieg. Im Jahre 1742 wurden 51 Häuser gezählt, 1747 waren es 41 Hausgesesse. 1834 waren es 228 Einwohner. 1885 waren es 244, und 1939 waren es mit 254 kaum mehr. Im Jahre 1950 hingegen wurden 396 Einwohner gezählt, ein Zuwachs von 56 %. Schon 1961 war diese Zahl jedoch bereits wieder auf 298 gesunken.
| Quelle: Historisches Ortslexikon | |
| • 1575:                          | 28 Hausgesesse |
| • 1585:                          | 28 Hausgesesse |
| • 1742:                          | 51 Häuser |
| • 1747:                          | 41 Hausgesesse |
| • 1961                           | Erwerbspersonen: 67 Land- und Forstwirtschaft, 41 Produzierendes Gewerbe, 8 Handel und Verkehr, 3 Dienstleistungen und Sonstiges. |

| Berndshausen: Einwohnerzahlen von 1834 bis 2011 | Berndshausen: Einwohnerzahlen von 1834 bis 2011 | Berndshausen: Einwohnerzahlen von 1834 bis 2011 | Berndshausen: Einwohnerzahlen von 1834 bis 2011 | Berndshausen: Einwohnerzahlen von 1834 bis 2011 |
| --- | ----------------------------------------------- | ----------------------------------------------- | ----------------------------------------------- | ----------------------------------------------- |
| Jahr |                                                 |                                                 |                                                 | Einwohner                                       |
| 1834 | 1834                                            |                                                 | 228                                             | 228                                             |
| 1840 | 1840                                            |                                                 | 256                                             | 256                                             |
| 1846 | 1846                                            |                                                 | 248                                             | 248                                             |
| 1852 | 1852                                            |                                                 | 237                                             | 237                                             |
| 1858 | 1858                                            |                                                 | 233                                             | 233                                             |
| 1864 | 1864                                            |                                                 | 251                                             | 251                                             |
| 1871 | 1871                                            |                                                 | 232                                             | 232                                             |
| 1875 | 1875                                            |                                                 | 272                                             | 272                                             |
| 1885 | 1885                                            |                                                 | 244                                             | 244                                             |
| 1895 | 1895                                            |                                                 | 226                                             | 226                                             |
| 1905 | 1905                                            |                                                 | 243                                             | 243                                             |
| 1910 | 1910                                            |                                                 | 243                                             | 243                                             |
| 1925 | 1925                                            |                                                 | 272                                             | 272                                             |
| 1939 | 1939                                            |                                                 | 254                                             | 254                                             |
| 1946 | 1946                                            |                                                 | 431                                             | 431                                             |
| 1950 | 1950                                            |                                                 | 396                                             | 396                                             |
| 1956 | 1956                                            |                                                 | 314                                             | 314                                             |
| 1961 | 1961                                            |                                                 | 298                                             | 298                                             |
| 1967 | 1967                                            |                                                 | 287                                             | 287                                             |
| 1980 | 1980                                            |                                                 | ?                                               | ?                                               |
| 1990 | 1990                                            |                                                 | ?                                               | ?                                               |
| 2000 | 2000                                            |                                                 | ?                                               | ?                                               |
| 2011 | 2011                                            |                                                 | 201                                             | 201                                             |
| Datenquelle: Historisches Gemeindeverzeichnis für Hessen: Die Bevölkerung der Gemeinden 1834 bis 1967. Wiesbaden: Hessisches Statistisches Landesamt, 1968. Weitere Quellen: LAGIS; Zensus 2011 |                                                 |                                                 |                                                 |                                                 |

Historische Religionszugehörigkeit
| Quelle: Historisches Ortslexikon |                                                                     |
| • 1861:                          | alle Einwohner evangelisch-reformiert                               |
| • 1885:                          | 243 evangelische (= 99,59 %), ein katholischer (= 0,41 %) Einwohner |
| • 1961:                          | 248 evangelische (= 83,22 %), 45 katholische (= 15,10 %) Einwohner  |

## Politik
Für Berndshausen besteht ein Ortsbezirk (Gebiete der ehemaligen Gemeinde Berndshausen) mit Ortsbeirat und Ortsvorsteher nach der Hessischen Gemeindeordnung. Der Ortsbeirat besteht aus sieben Mitgliedern.
Bei den Kommunalwahlen in Hessen 2021 betrug die Wahlbeteiligung zum Ortsbeirat Berndshausen 64,12 %. Alle Kandidaten gehörten der „Freie Wählerliste Berndshausen“ an. Der Ortsbeirat wählte Renate Richter zur Ortsvorsteherin.

## Sehenswürdigkeiten
Kirche
Die evangelische Dorfkirche ist eine Wehrkirche aus dem Jahre 1729. Sie steht innerhalb eines rechteckig ummauerten Wehrkirchhofs, mit sehenswertem alten Wehrtor aus dem Jahre 1452. Im Mai 1999 wurde wegen Einsturzgefahr, in Zusammenarbeit mit dem Landesamt für Denkmalpflege und der Evangelischen Landeskirche in Kassel, mit großem Kostenaufwand mit der Renovierung der Kirche begonnen. Finanziert wurde die Renovierung durch die Landeskirche, das Amt für Denkmalpflege und die Gemeinde Knüllwald. Der Kirchenvorstand veranstaltete zur Mithilfe der Finanzierung ein Backhausfest mit Tombola. Durch den Erlös konnte die Neuanschaffung von Leuchtern und einem Taufstein finanziert werden.
Gerichtsplatz

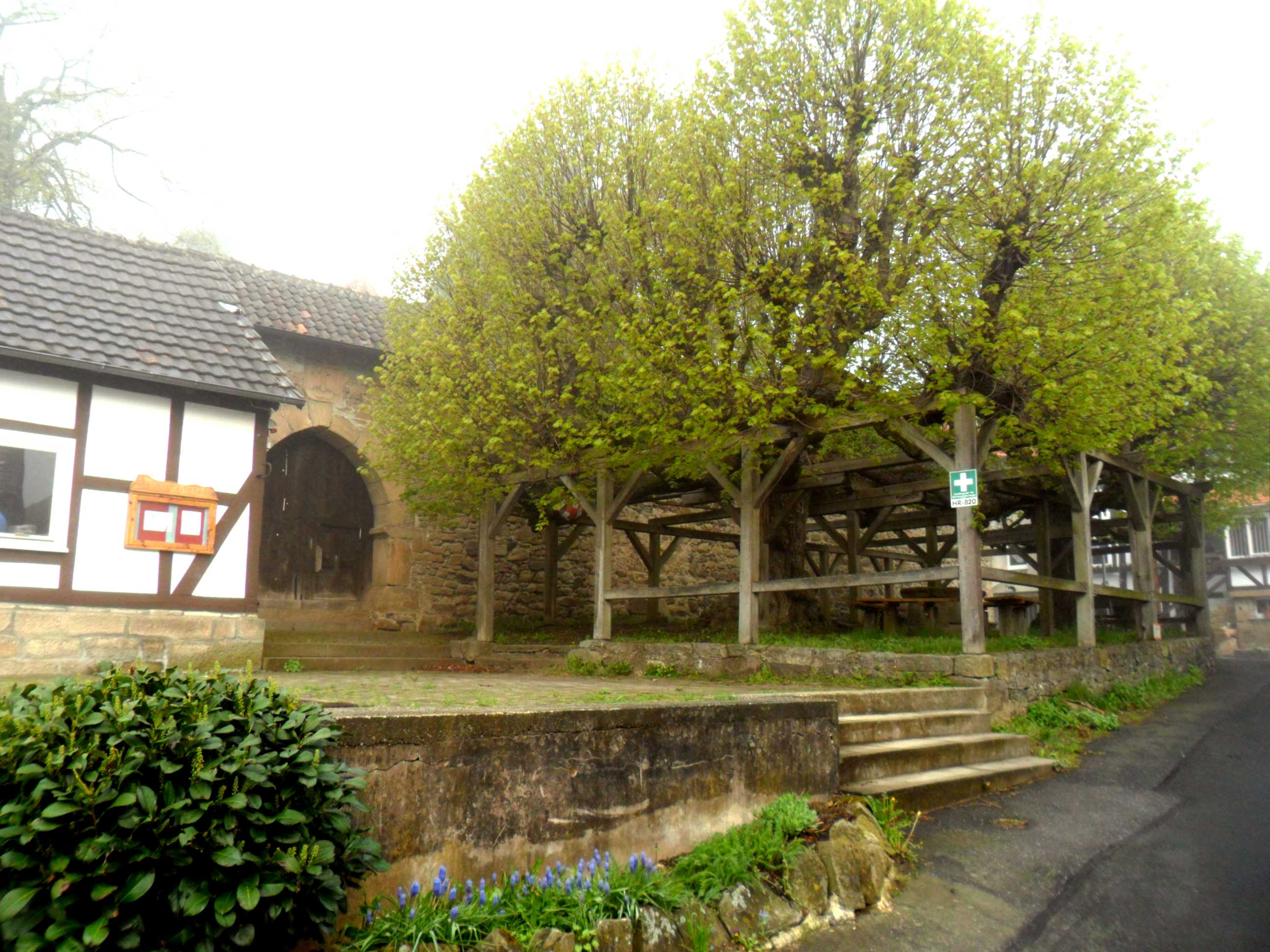
Gerichtsplatz mit Linden

An der Ostseite des Wehrkirchhofs befindet sich der ehemalige Gerichtsplatz mit steinernem Gerichtstisch und zwei mächtigen geleiteten Gerichtslinden.
Backhaus
Das Backhaus im Dorf.